# Comité olympique autrichien
Le Comité olympique autrichien, en allemand Österreichisches Olympisches Comité (ÖOC), est le comité national olympique représentant l'Autriche auprès du Comité international olympique (CIO).

## Histoire
Le 24 février 1908 se réunissent les représentants de la natation, de l'aviron, de l'athlétisme, de l'escrime, de la Football Association, du Touring Club, du cyclisme, de la Lawn-tennis association, de l'Automobile Club et du Vienne Athlétisme Club (WAC) pour le hockey sur gazon, représentants qui décident de se constituer en un Comité olympique autrichien, avec comme siège celui du WAC à Vienne. De 1909 à 1935, le Comité prend le nom de Zentrales Sportkomitee, comité des sports central, puis de Zentraler Verband für gemeinsame Sportinteressen et ensuite  Österreichischer Hauptverband für Körpersport, avant de revenir au nom initial en 1935.
Le comité olympique autrichien est créé en 1908 pour les Jeux olympiques de Londres, même si des comités ad hoc avaient permis la sélection d'athlètes autrichiens pour les trois Jeux précédents et les Jeux intercalaires de 1906.
L'Anschluss met provisoirement fin à l'existence autonome de ce comité mais il est reformé en 1946 et peut participer aux Jeux de 1948, dès ceux d'hiver à Saint-Moritz, sans subir l'exclusion allemande.

## Présidents de l'ÖOC
- Balduin Groller (1908–1912)
- Otto Herschmann (1912–1914)
- Rudolf Graf Colloredo-Mannsfeld (1914–1919)
- Theodor Schmidt (1929–1938)
- Josef Gerö (1946–1954)
- Heinrich Drimmel (1956–1969)
- Heinz Pruckner (1969–1972)
- Kurt Heller (1973–1990)
- Leo Wallner (1990–2009)
- Karl Stoss (2009–2025)
- Horst Nussbaumer (depuis 2025)